# Ati Soss
Ati Soss (Lubiana, 5 maggio 1930 – Lubiana, 21 settembre 1986) è stato un avvocato e compositore sloveno.

## Biografia
Nato nel 1930, dopo aver ottenuto la laurea in una accademia musicale, aver compiuto studi di clarinetto e essersi laureato alla Facoltà di giurisprudenza inizia la sua attività inizialmente come avvocato ma in seguito come compositore. In seguito si trasferisce in Francia, perfezionando i suoi studi in clarinetto e sassofono, dove ha collaborato con vari gruppi musicali e musicisti. Ritornato a Lubiana, sua città natale, diventa primo sassofono contralto e solista nella RTV Slovenia Symphony Orchestra. Ha inoltre scritto o arrangiato alcuni brani per album discografici dagli anni '60 fino a poco prima della sua morte per a Tihomir Petrović, Vinko Globokar, Majda Sepe e Elda Viler tra gli altri per un totale di circa quattrocento canzoni tra cui alcune per alcuni partecipanti al Slovenska popevka. Nel 1980 ha vinto il Premio Prešeren per il suo contributo nel genere musicale jazz.
Ha svolto un'attività concertistica in alcune zone oltre il territorio nazionale tra cui in Russia, Italia, Germania, Austria, Ungheria, Repubblica Ceca, Francia e Slovacchia.
Muore il 21 settembre 1986 a Lubiana all'età di 56 anni. Dopo la sua morte gli è stato dedicato un album discografico e concerti.